# 1 Dywizja Kawalerii (Carstwo Bułgarii)
1 Dywizja Kawalerii (bułg. Първа конна дивизия) – bułgarski związek taktyczny okresu Trzeciego Carstwa.
Sformowana w 1916. W 1919 rozformowana.

## Formowanie
Wiosną 1916 przeprowadzona została reorganizacja bułgarskich  jednostek kawalerii. Na początku kwietnia 1916 podjęto decyzję o rozformowaniu Dywizji Kawalerii i sformowaniu w jej miejsce między innymi 1 Dywizji Kawalerii.
30 września 1918 weszło w życie zawieszenie broni, a 4 października car Borys III podpisał dekret o powszechnej demobilizacji żołnierzy armii czynnej. Kolejne akty prawne wyłączyły z niej 1 DK. Oddziały dywizji znajdowały się w tym czasie w Dobrudży, gdzie do 24 listopada 1918 pełniły służbę okupacyjną.

## Struktura organizacyjna
Stan w 1916:
- dowództwo dywizji
- 1 Brygada Kawalerii
- 4 Brygada Kawalerii
- 5 Brygada Kawalerii